# Taijing
Taijing är en köping i nordvästra Kina. Den ligger i stadsdistriktet Qinzhou i staden Tianshui i provinsen Gansu, omkring 230 kilometer sydost om provinshuvudstaden Lanzhou. Antalet invånare är 24 387. Befolkningen består av 11 929 kvinnor och 12 458 män. Barn under 15 år utgör 18,0 %, vuxna 15-64 år 73 %, och äldre över 65 år 7,0 %.